# Терроб
Терро́б (фр. Terraube) — коммуна во Франции, находится в регионе Юг — Пиренеи. Департамент — Жер. Входит в состав кантона Лектур. Округ коммуны — Кондом.
Код INSEE коммуны — 32442.

## География

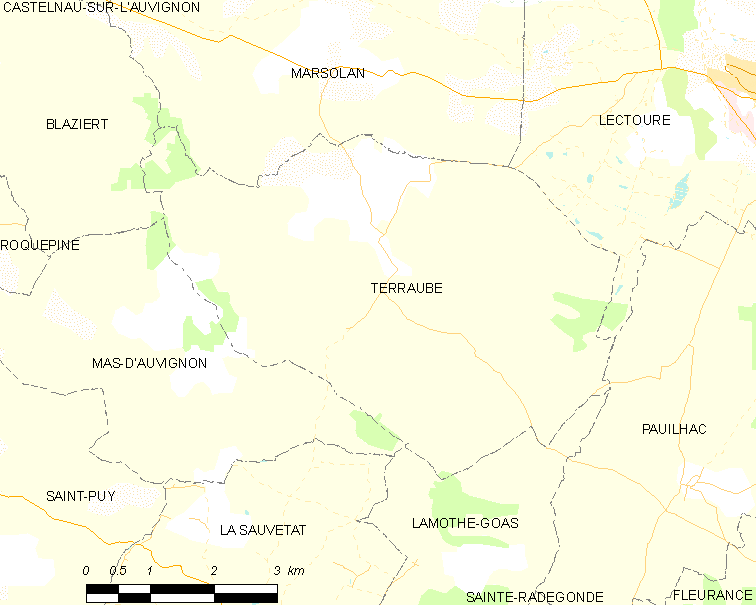
Карта коммуны

Коммуна расположена приблизительно в 570 км к югу от Парижа, в 80 км северо-западнее Тулузы, в 30 км к северу от Оша.

## Климат
Климат умеренно-океанический. Лето жаркое и немного дождливое, температура часто превышает 35 °С. Зимой часто бывает отрицательная температура и ночные заморозки. Годовое количество осадков — 700—900 мм.

## Население
Население коммуны на 2010 год составляло 393 человека.
| 1962 | 1968 | 1975 | 1982 | 1990 | 1999 | 2010 |
| ---- | ---- | ---- | ---- | ---- | ---- | ---- |
| 520  | 504  | 522  | 500  | 435  | 382  | 393  |

## Администрация
| Период | Период | Фамилия           | Партия | Примечания |
| ------ | ------ | ----------------- | ------ | ---------- |
| 2001   | 2014   | Жинет Магри       |        |            |
| 2014   | 2020   | Жан-Лоран Фурнель |        |            |

## Экономика
В 2010 году среди 242 человек трудоспособного возраста (15-64 лет) 190 были экономически активными, 52 — неактивными (показатель активности — 78,5 %, в 1999 году было 67,4 %). Из 190 активных жителей работали 172 человека (94 мужчины и 78 женщин), безработных было 18 (9 мужчин и 9 женщин). Среди 52 неактивных 13 человек были учениками или студентами, 26 — пенсионерами, 13 были неактивными по другим причинам.

## Достопримечательности
- Замок Терроб[фр.] (XIII век). Исторический памятник с 1988 года[4]